# Àguila imperial oriental
L'àguila imperial oriental (Aquila heliaca) és un gran ocell rapinyaire de la família dels accipítrids (Accipitridae). Es reprodueix des del sud-est d'Europa fins a l'Àsia central. La major part de les poblacions són migratòries i passen l'hivern al nord-est d'Àfrica, i Àsia meridional i oriental. El seu estat de conservació es considera vulnerable.
L'àguila imperial ibèrica, que habita en aquesta península, era antany classificada juntament amb aquesta espècie, i el nom d'àguila imperial era utilitzat indiferentement per les dues poblacions. Avui es consideren espècies diferents basant-se en les diferències morfològiques, ecològiques i moleculars. Als Països Catalans poden ser observades en comptades ocasions.

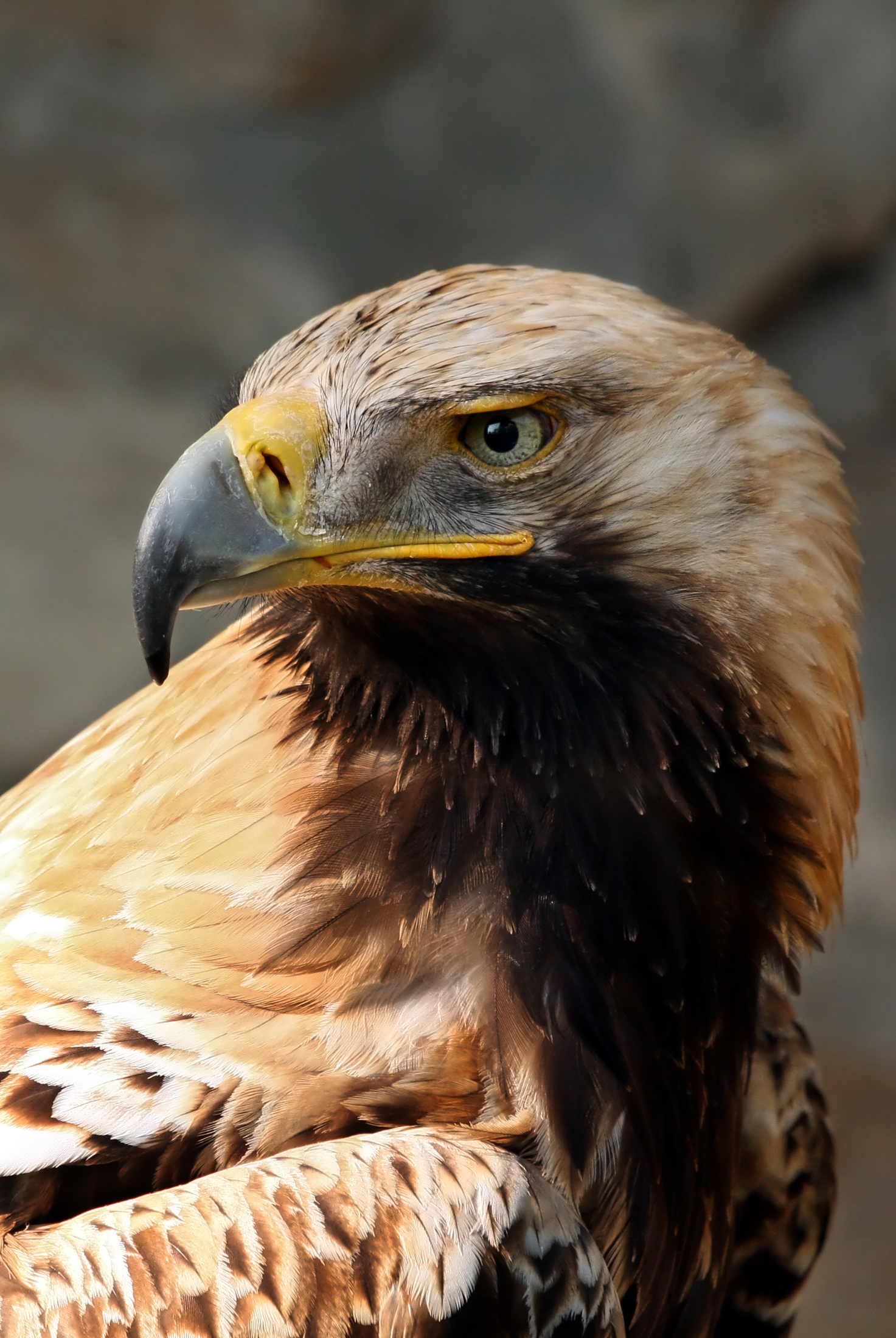
Retrat d'una àguila Imperial Oriental.

És un àguila gran, amb una llargària de 72-84 cm, una envergadura d'1,8 – 2,15 metres i un pes de 2.5 - 4.5 quilograms. S'assembla molt a l'espècie ibèrica, però té molt menys blanc als "muscles".
A Europa, l'àguila imperial oriental està en perill d'extinció. Pràcticament ha desaparegut de moltes zones de la seva antiga àrea de distribució, per exemple, Hongria i Àustria. Avui dia, les úniques poblacions europees que estan augmentant són la de la conca dels Carpats, sobretot a les muntanyes del nord d'Hongria i la regió sud d'Eslovàquia. La població reproductora a Hongria està formada per unes 105 parelles.
Aquestes àguiles solen triar per fer el niu, un arbre no envoltat d'altres, de manera que el niu és visible des d'una distància considerable, i els seus ocupants poden observar l'entorn sense obstacles. Aporten per a la construcción branques i l'entapissen d'herba i plomes. Molt poques vegades nien en penya-segats o a terra.
Al març o abril, la femella pon 2 – 3 ous. Els pollets neixen després d'uns 43 dies i deixen el niu després de 60-77 dies. Sovint, però, només un sobreviu. En almenys una part de la seva àrea de distribució, més de la tercera part dels intents de cria són totalment infructuosos.
La dieta de l'àguila imperial oriental es compon en gran manera de llebres, hamsters europeus i faisans vulgars, així com una varietat d'altres ocells i mamífers.